# Saint-Pierre-de-Colombier
Saint-Pierre-de-Colombier – miejscowość i gmina we Francji, w regionie Owernia-Rodan-Alpy, w departamencie Ardèche.
Według danych na rok 1990 gminę zamieszkiwało 388 osób, a gęstość zaludnienia wynosiła 41 osób/km² (wśród 2880 gmin regionu Rodan-Alpy Saint-Pierre-de-Colombier plasuje się na 1245. miejscu pod względem liczby ludności, natomiast pod względem powierzchni na miejscu 1163.).